# Katharyne Lescailje

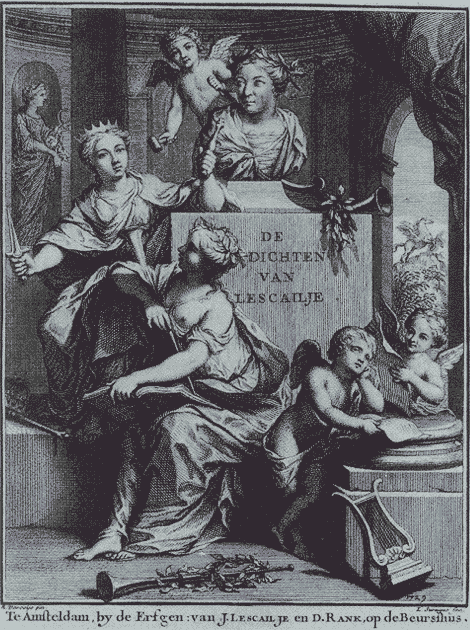
Frontispiz der „Gesammelten Werke“ (De mengelpoëzy van Katharyne Lescailje) von Katharina Lescailje, Stich von Nicolaas Verkolje, 1731. Die Büste in der Mitte stellt Lescailje als zehnte Muse dar.

Katharyne oder Katharina Lescailje (* September 1649 in Amsterdam; † 8. Juni 1711 ebenda) war eine niederländische Dichterin, Übersetzerin und Buchhändlerin.

## Leben

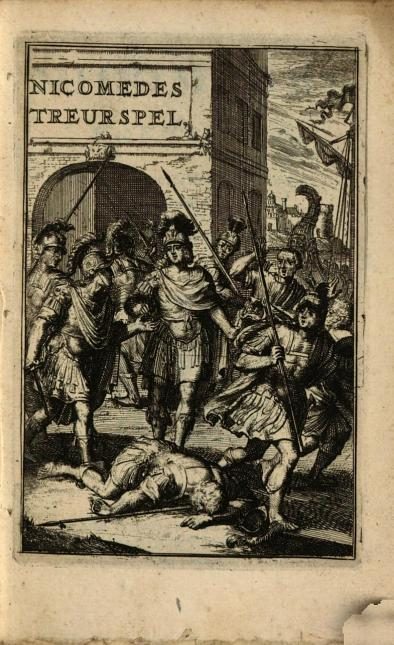
Stich für Pierre Corneille, Nicomedes, Tragödie, die von Katharina Lescailje aus dem Französischen übersetzt und 1692 veröffentlicht wurde.

Katharina Lescailje wurde am 26. September 1649 getauft und war die Tochter von Jacob Lescailje (fl. 1611–1679), einem Dichter und Buchhändler, und Aeltje Verwou (fl. 1612–1679), einer Buchhändlerin. Sie wuchs in Amsterdam in einem Umfeld von Buchhändlern und Theaterleuten auf. Ihr Vater, der aus Dordrecht stammte, hatte seine Ausbildung in der Druckerei der Familie Blaeu in Amsterdam erhalten. Ab 1645 betrieben er und seine zweite Frau, Aeltje Verwou, eine Druckerei und eine Buchhandlung am Middeldam, "op de hoek van de Vischmarkt. Katharina Lescailje lebte und arbeitete dort ihr ganzes Leben lang. Das Unternehmen war auf literarische Texte spezialisiert, insbesondere auf die der Amsterdamer Dramatiker. Zu den Freunden ihres Vaters gehörten Jan Vos, Joost van den Vondel und Gerard Brandt. 1658 wurde Jacob Lescailje zum festen Lieferanten für Druckarbeiten und Papierwaren für die Stadsschouwburg Amsterdam. Der Laden entwickelte sich schnell zu einem Treffpunkt der Amsterdamer Theaterwelt, wo literarische Themen wie die Kontroversen um die Gesellschaft Nil volentibus arduum, die französische Literatur in die Niederlande bringen wollte, diskutiert wurden: Men gaat er Aeltje's deur niet voorbij, of ziet er de dichteren zij aan zij („Man geht nicht an Aeltjes Tür vorbei und sieht nicht Dichter ndicht an dicht stehen“).
Lescailje hatte zwei Schwestern, Barbara und Aletta, und zwei Halbbrüder, Anthonie und Johannes – ihr Vater und ihre Mutter hatten jeweils einen Sohn aus einer früheren Ehe. Über die Ausbildung der Kinder ist nur wenig bekannt, aber es ist sicher, dass alle Kinder im Laden mithalfen. In den 1670er Jahren ließ sich Anthonie als Buchhändler nieder und Aeltjes Sohn, Johannes van Dorsten, arbeitete für die Familie Blaeu. Zuerst sollten die Söhne das Familienunternehmen übernehmen, aber Johannes’ früher Tod auf einer Reise nach Frankfurt, die er im Auftrag seines Arbeitgebers Blaeu unternommen hatte, und Anthonies Bankrott führten Jacob Lescailje zu der Entscheidung, das Unternehmen seinen Töchtern zu überlassen. Nach dem Tod ihrer Eltern im Jahr 1679 wurden Katharina Lescailje und ihre beiden Schwestern zu de erven van J. Lescailje, unter dessen Namen sie nun Bücher veröffentlichten. Barbara, die inzwischen mit dem deutschen Buchbinder Matthias de Wreedt verheiratet war, war, soweit bekannt, kaum in die Führung des Unternehmens involviert und überließ es der Fürsorge ihrer beiden unverheirateten Schwestern und ihres Mannes. Katharina Lescailje blieb unverheiratet. Nach dem Tod von Barbara Lescailje (um 1680) und Matthias de Wreedt (1690) erbte deren Tochter Susanna eine der Buchhandlungen.
Nach einer Zeit schwerer körperlicher Beschwerden starb Katharyne Lescailje am 8. Juni 1711 im Alter von 62 Jahren. Am 13. Juni 1711 wurde sie in der Nieuwe Kerk in Amsterdam als spinster, op den Middeldam beigesetzt.
Ein Jahr später, 1712, trat Susannas Ehemann Dirk Rank in das Unternehmen ein. Sie setzten das Geschäft unter dem Namen de erfgenamen van J. Lescailje en D. Rank fort. Im Jahr 1724, ein Jahr vor ihrem Tod, schenkte Aletta ihren Teil des Unternehmens an Susanna. Im Jahr 1729 (dem Todesjahr von Susanna) verlor das Unternehmen die Rechte zum Druck von Stücken der Stadsschouwburg Amsterdam. Die durchaus ungewöhnliche Veröffentlichung von Lescailjes „Gesammelten Werken“ (De mengelpoëzy van Katharyne Lescailje) 1731 ist auch als Reaktion auf den Entzug der Druckrechte und die daraufhin zwischen dem Theater und Dirk Rank entstehende Auseinandersetzung um Veröffentlichungsrechte zu sehen. Ranks Groll ging sogar so weit, dass er in seinem Testament festlegte, dass nach seinem Tod die meisten Kopien der vollständigen Werke von Katharina Lescailje, die sich noch in seinem Besitz befanden, vernichtet werden sollten, um das Theater daran zu hindern, Rechte an den Werken geltend zu machen. Der Streit und auch die Buchhandlung überlebten den Tod von Rank 1736 nicht.
Ihr Tod wurde von vielen Dramatikern bedauert. In einer langen Reihe von Trauerreden von zeitgenössischen Dichtern in Amsterdam wie Enoch Krook, Balthazar Huydecoper, Pieter Antonie de Huybert, Joan Pluimer und Hermannus Angelkot wurden das Leben und das Werk der De Amsterdamse Sappho besungen. Huydecoper bezeichnete 1720 ihren Vers Haar traanen storten, onder 't storten van haar bloed („Ihre Tränen fließen, unter ihrem vergossenen Blut“) als den schönsten, den man je geschaffen habe.

## Werke
Da Katharina Lescailje in den literarischen Kreisen ihres Elternhauses aufwuchs, ist es nicht verwunderlich, dass sie schon in jungen Jahren zur Feder griff. Als ihr Vater die ersten Gedichte seiner Tochter seinen literarischen Freunden vorstellte, darunter Joost van den Vondel, sollen die der Legende nach eine große Zukunft vorausgesagt haben. Von Lescailjes frühen Arbeiten sind nur wenige erhalten geblieben. Bekannt sind ein Beitrag zum Album amicorum (1672) von Johannes Blasius und einige von ihrem Vater veröffentlichte Gelegenheitsgedichte. Wie Cornelia van der Veer schloss sie sich um diese Zeit einem Kreis von Freundinnen an, in dem regelmäßig Gedichte ausgetauscht wurden.
Die etwa 300 Gedichte, die in den 1731 veröffentlichten „Gesammelten Werken“ (De mengelpoëzy van Katharyne Lescailje) versammelt sind, enthalten Beispiele für verschiedene von Lescailje praktizierte Gedichtgattungen, wie höfische Gedichte oder zehn religiöse Gedichte, aber noch bemerkenswerter sind die zahlreichen Gedichte für besondere Anlässe, unter anderem für Hochzeiten, Todesfälle oder Ausflüge, die sie im Laufe ihres Lebens schrieb, darunter etwa 20 über politische Ereignisse, vor allem aber über Menschen aus der Theater- und Literaturwelt.
Als Frau solche Gedichte zu produzieren war zu ihrer Zeit durchaus ungewöhnlich. Lescailje Vorbild war Joost van den Vondel, dessen Werke sie sehr oft nachahmte, wie zum Beispiel ihr Gedicht über den Tod ihres Sohnes Constantijntje (Kinder-lyck); für mehrere Kinderverse übernahm Lescailje den Rhythmus und manchmal auch die Wahl der in den Reimen verwendeten Wörter von ihm, wie für das Geburtstagsgedicht für Helena van Zon vom Mai 1690. Im Laufe ihres Lebens wurde sie als ebenbürtig mit Dichterinnen wie Maria Tesselschade Visscher und Catharina Questiers angesehen. Als Zacharias Konrad von Uffenbach im März 1711 in Amsterdam weilte und die Dichterin Catharina Questiers treffen wollte, die aber seit vierzig Jahren tot war, wurde er an Katharina Lescailje verwiesen. Er berichtete: „Sie ist eine Jungfer, bey sechzig Jahr alt, und wohnet in einem Winckel oder Laden, wo lauter Comödien vercaufft werden. Sie wird vor eine der besten Poetinnen dieser Zeit gehalten.“
Darüber hinaus erlangte sie durch ihre Übersetzungen und Adaptionen französischer Stücke einen gewissen Ruhm. Insgesamt entstanden acht solcher Übersetzungen vorzuweisen, darunter Kassandra von 1684 (nach Claude Boyer), Genserik (Genséric) von 1685 (nach Antoinette Deshoulières) und Nicomedes von 1692 (nach Pierre Corneille). Ihr letztes Werk, Geta of de Broedermoord van Antoninus, nach Géta von Nicolas de Péchantré, wurde nach ihrem Tod von Johannes Haverkamp fertiggestellt und 1713 veröffentlicht. Lescailjes Stücke wurden bis ins 18. Jahrhundert regelmäßig in der Schouwburg van Van Campen aufgeführt. Ihre Werke wurden nicht nur von den Zuschauern, sondern auch von vielen Dichterkollegen geschätzt und angehende Dramatiker sollen ihren literarischen Rat gesucht haben.

## Nachleben
Im 18. Jahrhundert war Lescailje sehr bekannt, sicher auch aufgrund der Veröffentlichung ihrer gesammelten Werke. Im Laufe des 19. Jahrhunderts geriet sie in Vergessenheit. Anfang des 21. Jahrhunderts wurde das Werk wieder Gegenstand wissenschaftlichen Interesses. Unte anderem auch weil Interpretinnen Beweise für homosexuelle Gefühle der alleinstehenden Lescailje für ihre Freundin Sara de Canjoncle ausmachten. Sie beobachteten, dass Lescailje eine ganze Reihe von Gedichten verfasst hatte, in denen ein Mann seine Liebe zu einer Frau erklärt. Diese Travestie der Gefühle zeigt vermeintlich die lesbische Identität von Lescailje wie weiteren niederländischen Autorinnen dieser Zeit.